# Viktor Palkovič
Viktor Palkovič (2. listopadu 1908 Banská Štiavnica – 19. května 1951 Bratislava) byl slovenský protikomunistický odbojář odsouzený v politickém procesu komunistickým režimem k trestu smrti a v roce 1951 popraven.

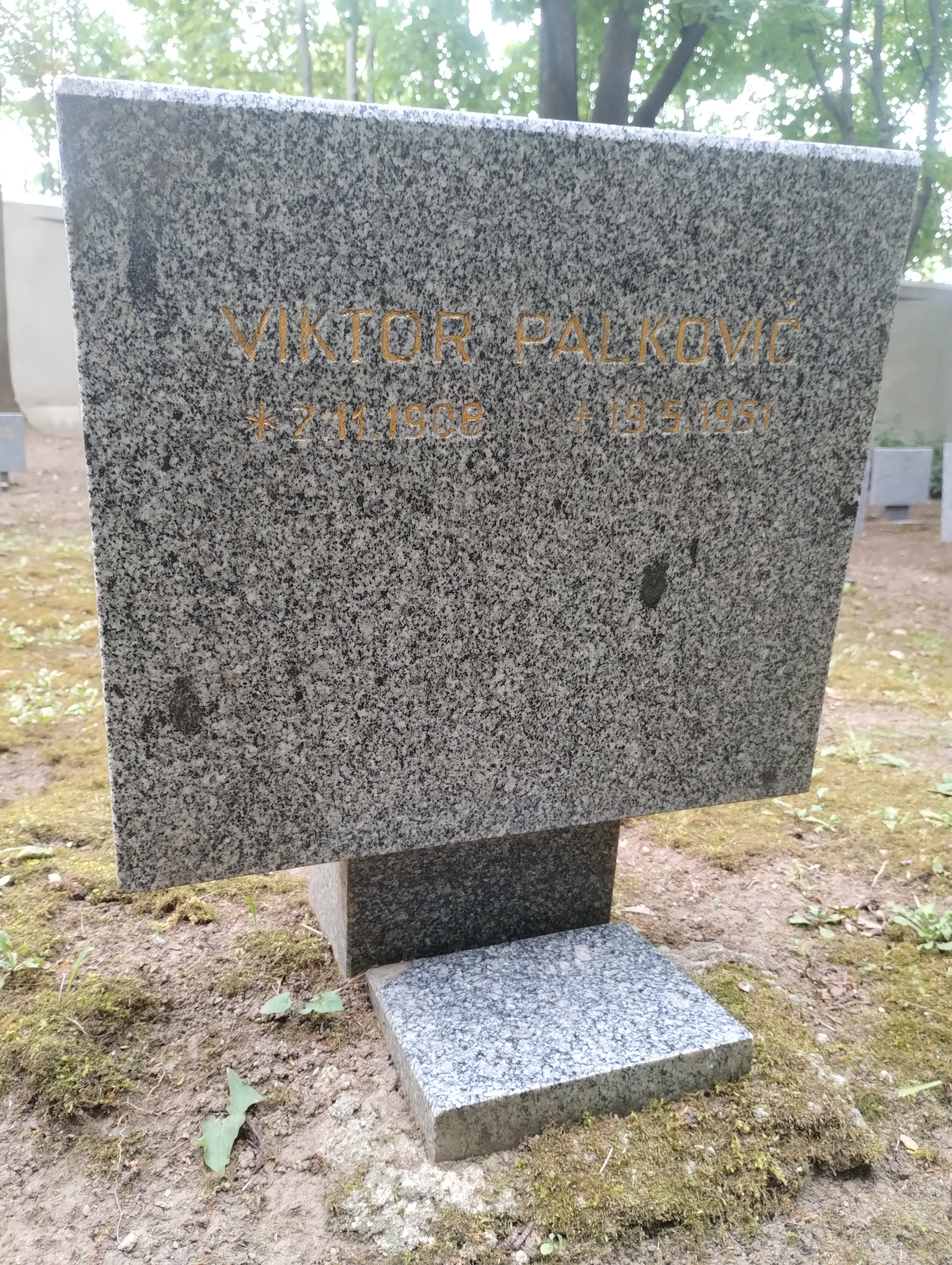
Symbolický náhrobek V. Palkoviče na Čestném pohřebišti v Ďáblicích

Narodil se v roce 1908 v Banské Štiavnici. Po komunistickém převratu v roce 1948 se zapojil do protikomunistického odboje. Stal se agentem západních zpravodajských služeb poté, co uprchl z Československa a posléze byl vyškolen v Mnichově. Poté se na Slovensko vrátil, přičemž odcestoval do Košic. V roce 1950 se byl nucen skrývat před zatčením, útočiště přitom naleznul v Prešově. Příslušníky Státní bezpečnosti byl ale poté dopaden. V politickém procesu byl za trestné činy velezrady a vyzvědačství odsouzen k trestu smrti. Popraven byl v květnu 1951. Několik dalších osob bylo v procesu odsouzeno k dlouholetým trestům odnětí svobody.